# Tir à l'arc aux Jeux olympiques d'été de 1972
Navigation
Anvers 1920 Montréal 1976
Le tir à l'arc est de retour aux Jeux olympiques d'été de 1972 après 52 ans d'absence. Il n'y a plus que deux épreuves au programme, le tir à l'arc masculin et féminin individuels.

## Tableau des Médailles
| Rang | Pays             | Médaille d'or | Médaille d'argent | Médaille de bronze | Total |
| 1    | États-Unis       | 2             | 0                 | 0                  | 2     |
| 2    | Pologne          | 0             | 1                 | 0                  | 1     |
| -    | Suède            | 0             | 1                 | 0                  | 1     |
| 4    | Finlande         | 0             | 0                 | 1                  | 1     |
| -    | Union soviétique | 0             | 0                 | 1                  | 1     |

## Résultats

### Hommes
| Médaille           | Nom              | Pays       |
| ------------------ | ---------------- | ---------- |
| Médaille d'or      | John Williams    | États-Unis |
| Médaille d'argent  | Gunnar Jervill   | Suède      |
| Médaille de bronze | Kyoesti Laasonen | Finlande   |

### Femmes
| Médaille           | Nom              | Pays             |
| ------------------ | ---------------- | ---------------- |
| Médaille d'or      | Doreen Wilber    | États-Unis       |
| Médaille d'argent  | Irena Szydlowska | Pologne          |
| Médaille de bronze | Emma Gapchenko   | Union soviétique |